# Eddie Jordan (baloncestista)
Edward Montgomery "Eddie" Jordan (Washington D. C., 29 de enero de 1955) es un exjugador y entrenador de baloncesto estadounidense que disputó siete temporadas en la NBA. Con 1,85 metros de altura, jugaba en la posición de base. 

## Trayectoria deportiva

### Universidad
Jugó durante cuatro temporadas con los Scarlet Knights de la Universidad Rutgers, en las que promedió 14,1 puntos, 4,6 asistencias y 3,5 rebotes por partido. Llevó a su equipo a disputar la Final Four de la NCAA en 1976, siendo elegido MVP de la fase regional del Este. Acabó su trayectoria universitaria como el mejor de la historia de los Scarlet Knights en asistencias y robos de balón.

### Profesional
Fue elegido en la trigésimo tercera posición del Draft de la NBA de 1977 por Cleveland Cavaliers, donde jugó tan solo 22 partidos en los que apenas contó para su entrenador, siendo despedido en el mes de diciembre. Pocos días después firmaría con New Jersey Nets como agente libre. Allí se asentó poco a poco en el equipo, y tras una primera temporada de toma de contacto, al año siguiente se hizo con el puesto de base titular, promediando 12,4 puntos, 4,5 asistencias y 2,5 robos de balón, siendo el jugador que más recuperciones obtuvo de toda la liga.
Al año siguiente, en la temporada 1979-80, jugaría su mejor campaña como profesional, ya como base indiscutible de los Nets. Acabó promediando 13,3 puntos, 6,8 asistencias y 2,7 robos, apareciendo en las listas de los 10 mejores pasadores y recuperadores de la NBA.
Pocas semanas después del comienzo de la siguiente temporada, fue traspasdado a Los Angeles Lakers a cambio de una futura primera ronda del draft, quienes buscaban un base de garantías que diera minutos de descanso al titular Magic Johnson. En el equipo californiano tuvo que acostumbrarse a ver la mayoría de los partidos desde el banquillo, pero a cambio logró el que sería su único anillo de campeón de la NBA, tras derrotar a los Sixers en las Finales de 1982. Tras una temporada más en los Lakers, fue traspasado junto con Norm Nixon y dos futuras rondas del draft a Los Angeles Clippers, a cambio de Swen Nater y los derechos sobre Byron Scott, pero fue cortado antes del inicio de la temporada.
Fichó entonces por Portland Trail Blazers con un contrato de 10 días, siendo renovado 10 más, pero finalmente quedó fuera del equipo. Los Lakers volvieron a recurrir a él, aunque con la intención de reforzar sus entrenamientos. A pesar de ello, fue alineado en 3 partidos, tras los cuales se retiró definitivamente.

### Entrenador
Tras retirarse del baloncesto en activo, comenzó su etapa de entrenador como asistente voluntario en su alma mater, la Universidad Rutgers, de donde pasó también como asistente al Boston College. De ahí dio el salto a la NBA, siendo asistente en el banquillo de Sacramento Kings entre 1992 y 1997, año en el cual sustituiría al frente del banquillo a Garry St. Jean, en su primera experiencia como entrenador principal de un equipo profesional. Allí terminaría la temporada y permanecería un año más al mando de los Kings, en el cual consiguieron 27 victorias y 55 derrotas.
Tras no ser renovado, en 1999 ficha por New Jersey Nets como asistente de Byron Scott, y durante esa etapa conseguirían llegar a las Finales de la NBA en dos ocasiones, en 2002 y 2003. En la temporada 2003-04 ficha como entrenador principal de los Washington Wizards, equipo que únicamente había alcanzado los playoffs de la NBA en una ocasión en los anteriores 16 años, y que Jordan llevó a los mismos en cuatro ocasiones consecutivas. Pero en la temporada 2008-09, a pesar de haber reonvado hasta el año 2010, tras un mal comienzo en el que únicamente ganaron 1 de los primeros 11 partidos, fue despedido.
En la temporada 2009-10 ficha por Philadelphia 76ers. Tras una mala temporada, en la cual solo consiguió un 33% de victorias, es despedido.
En 2012 firmó como asistente de Los Angeles Lakers.
El 18 de abril de 2013, firma como técnico principal de los Scarlet Knights de la universidad de Rutgers, reemplazando a Mike Rice. Fue despedido tras tres temporadas, en abril de 2016, con un récord de 29–68.

#### Estadísticas como entrenador
| Equipo | Año     | T   | G   | P   | G–P% | Final           | TP | GP | PP | Resultado                    |
| ------ | ------- | --- | --- | --- | ---- | --------------- | -- | -- | -- | ---------------------------- |
| SAC    | 1996–97 | 15  | 6   | 9   | .400 | 6º en Pacífico  | —  | —  | —  | No Playoffs                  |
| SAC    | 1997–98 | 82  | 27  | 55  | .329 | 5º en Pacífico  | —  | —  | —  | No Playoffs                  |
| WAS    | 2003–04 | 82  | 25  | 57  | .305 | 6º en Atlántico | —  | —  | —  | No Playoffs                  |
| WAS    | 2004–05 | 82  | 45  | 37  | .549 | 2º en Sudeste   | 10 | 4  | 6  | Pierde en Semif. Conferencia |
| WAS    | 2005–06 | 82  | 42  | 40  | .512 | 2º en Sudeste   | 6  | 2  | 4  | Pierde en 1ª ronda           |
| WAS    | 2006–07 | 82  | 41  | 41  | .500 | 2º en Sudeste   | 4  | 0  | 4  | Pierde en 1ª ronda           |
| WAS    | 2007–08 | 82  | 43  | 39  | .524 | 2º en Sudeste   | 6  | 2  | 4  | Pierde en 1ª ronda           |
| WAS    | 2008–09 | 11  | 1   | 10  | .091 | Despedido       | —  | —  | —  | —                            |
| PHL    | 2009–10 | 82  | 27  | 55  | .329 | 4º en Atlántico | —  | —  | —  | No Playoffs                  |
| Total  |         | 600 | 257 | 343 | .412 |                 | 26 | 8  | 18 |                              |

## Estadísticas de su carrera en la NBA

### Temporada regular
| Temporada | Edad | Equipo                 | Liga | P   | TIT | MIN  | TC  | TCA  | %TC  | 3P  | 3PA | %3P  | TL  | TLA | %TL  | R.OF. | R.DEF. | REB | ASIS | ROB | TAP | PER | FP  | PTS  |
| 1977-78   | 23   | TOTAL                  | NBA  | 73  |     | 16.6 | 2.9 | 7.4  | .400 |     |     |      | 1.8 | 2.3 | .784 | 0.5   | 1.2    | 1.6 | 2.4  | 1.7 | 0.3 | 1.5 | 1.3 | 7.7  |
| 1977-78   | 23   | Cleveland Cavaliers    | NBA  | 22  |     | 7.8  | 0.9 | 2.5  | .339 |     |     |      | 0.5 | 0.7 | .750 | 0.1   | 0.4    | 0.5 | 1.5  | 0.5 | 0.0 | 0.6 | 0.5 | 2.3  |
| 1977-78   | 23   | New Jersey Nets        | NBA  | 51  |     | 20.4 | 3.8 | 9.5  | .407 |     |     |      | 2.3 | 3.0 | .788 | 0.6   | 1.5    | 2.1 | 2.8  | 2.2 | 0.4 | 1.8 | 1.6 | 10.0 |
| 1978-79   | 24   | New Jersey Nets        | NBA  | 82  |     | 27.6 | 4.9 | 11.7 | .418 |     |     |      | 2.6 | 3.3 | .777 | 0.9   | 1.7    | 2.6 | 4.5  | 2.5 | 0.5 | 3.0 | 2.5 | 12.4 |
| 1979-80   | 25   | New Jersey Nets        | NBA  | 82  |     | 32.4 | 5.3 | 12.4 | .430 | 0.1 | 0.6 | .250 | 2.5 | 3.1 | .779 | 0.8   | 2.5    | 3.3 | 6.8  | 2.7 | 0.3 | 3.1 | 2.9 | 13.3 |
| 1980-81   | 26   | TOTAL                  | NBA  | 74  |     | 16.6 | 2.0 | 4.8  | .426 | 0.1 | 0.3 | .273 | 1.2 | 1.7 | .685 | 0.4   | 0.9    | 1.3 | 3.3  | 1.3 | 0.1 | 1.9 | 2.2 | 5.3  |
| 1980-81   | 26   | New Jersey Nets        | NBA  | 14  |     | 17.1 | 2.1 | 5.2  | .411 | 0.2 | 0.7 | .300 | 1.7 | 2.3 | .750 | 0.4   | 0.9    | 1.3 | 3.3  | 1.7 | 0.1 | 1.6 | 2.1 | 6.2  |
| 1980-81   | 26   | Los Angeles Lakers     | NBA  | 60  |     | 16.5 | 2.0 | 4.7  | .430 | 0.1 | 0.2 | .250 | 1.1 | 1.6 | .663 | 0.4   | 0.9    | 1.3 | 3.3  | 1.2 | 0.1 | 2.0 | 2.3 | 5.1  |
| 1981-82   | 27   | Los Angeles Lakers     | NBA  | 58  | 0   | 10.5 | 1.5 | 3.6  | .428 | 0.0 | 0.2 | .111 | 0.7 | 0.9 | .796 | 0.1   | 0.7    | 0.7 | 2.3  | 1.1 | 0.0 | 1.1 | 1.7 | 3.8  |
| 1982-83   | 28   | Los Angeles Lakers     | NBA  | 35  | 0   | 9.5  | 1.1 | 3.8  | .303 | 0.1 | 0.5 | .188 | 0.3 | 0.5 | .647 | 0.2   | 0.5    | 0.7 | 2.3  | 0.9 | 0.0 | 1.5 | 1.5 | 2.7  |
| 1983-84   | 29   | TOTAL                  | NBA  | 16  | 0   | 13.1 | 1.1 | 3.1  | .347 | 0.0 | 0.2 | .000 | 0.5 | 0.8 | .667 | 0.2   | 0.9    | 1.1 | 2.8  | 1.6 | 0.0 | 1.6 | 2.3 | 2.6  |
| 1983-84   | 29   | Portland Trail Blazers | NBA  | 13  | 0   | 14.1 | 1.0 | 3.2  | .317 | 0.0 | 0.2 | .000 | 0.5 | 0.8 | .700 | 0.2   | 0.8    | 1.0 | 3.0  | 1.6 | 0.0 | 1.4 | 2.5 | 2.5  |
| 1983-84   | 29   | Los Angeles Lakers     | NBA  | 3   | 0   | 9.0  | 1.3 | 2.7  | .500 | 0.0 | 0.0 |      | 0.3 | 0.7 | .500 | 0.0   | 1.3    | 1.3 | 1.7  | 1.3 | 0.0 | 2.7 | 1.7 | 3.0  |
| Total     |      |                        | NBA  | 420 | 0   | 20.3 | 3.2 | 7.8  | .414 | 0.1 | 0.4 | .224 | 1.7 | 2.2 | .763 | 0.5   | 1.4    | 1.9 | 3.8  | 1.8 | 0.2 | 2.1 | 2.1 | 8.1  |

### Playoffs
| Temporada | Edad | Equipo             | Liga | P | MIN | TCA | TC | 3PA | 3P | TLA | TL | R.OF. | REB | ASIS | ROB | TAP | PER | FP | PTS | %TC  | %3P  | %FT  | MIN  | PTS  | REB | AST |
| 1978-79   | 24   | New Jersey Nets    | NBA  | 2 | 83  | 15  | 38 |     |    | 8   | 9  | 6     | 15  | 17   | 8   | 3   | 6   | 6  | 38  | .395 |      | .889 | 41.5 | 19.0 | 7.5 | 8.5 |
| 1980-81   | 26   | Los Angeles Lakers | NBA  | 2 | 4   | 0   | 0  | 0   | 0  | 0   | 0  | 0     | 0   | 1    | 0   | 0   | 0   | 0  | 0   |      |      |      | 2.0  | 0.0  | 0.0 | 0.5 |
| 1981-82   | 27   | Los Angeles Lakers | NBA  | 3 | 6   | 0   | 2  | 0   | 1  | 0   | 0  | 0     | 0   | 5    | 2   | 0   | 1   | 0  | 0   | .000 | .000 |      | 2.0  | 0.0  | 0.0 | 1.7 |
| Total     |      |                    | NBA  | 7 | 93  | 15  | 40 | 0   | 1  | 8   | 9  | 6     | 15  | 23   | 10  | 3   | 7   | 6  | 38  | .375 | .000 | .889 | 13.3 | 5.4  | 2.1 | 3.3 |